# Mosaïque de forêt-savane guinéenne
Localisation
La Mosaïque de forêt-savane guinéenne (littéralement depuis l'anglais Guinean forest-savanna mosaic) est une des écorégions définies par le WWF ; c'est un des biomes de savanes et forêts claires tropicales et subtropicales de l'ouest africain.
Cette écorégion occupe une superficie de 673 600 km2, couvrant le sud et l'ouest du Sénégal, l'ouest de la Gambie, le nord de la Sierra Leone, une grande partie du sud de la Guinée, une grande partie de la Guinée-Bissau, le centre de la Côte d'Ivoire et du Ghana, l'extrême est du Nigeria et la zone sud du Togo et du Bénin (que l'on appelle Dahomey Gap ou « couloir sec dahoméen »).
Elle est constituée de prairies et de forêts plus ou moins denses qui se situent entre la Savane ouest soudanienne au nord et la Forêt tropicale humide au sud et à l'ouest. Elle forme une zone mixte entre ces deux biomes. Le sillon du Dahomey sépare les parties haute et basse de la Forêt guinéenne de l'Ouest africain. Elle comprend de nombreuses étendues et cours d'eau, ce qui rend cette zone écologiquement plus diverse que la zone de savane septentrionale. Les paysages ripariens et les zones humides sont particulièrement riches sur le plan de la biodiversité, notamment aviaire. On y trouve également de petites collines.
Elle est différente de la mosaïque de forêt-savane du Congo du Nord et en est largement séparée par les hauts plateaux camerounais.

## La faune et la flore
Ce climat tropical sec favorise les graminées et inhibe la croissance de la plupart des espèces d'arbre. Le feu, notamment d'origine anthropique, y a également une part importante. Certaines espèces comme la Lophira lanceolata sont résistantes au feu.
Cette écorégion ne dispose pas d'espèces endémiques, mais de nombreuses espèces de grands mammifères tels que les lions et les éléphants d'Afrique y vivent. Les parcs nationaux présents dans cette zone attirent cependant peu de visiteurs, en comparaison avec ceux d'Afrique de l'Est ; les aires préservées n'y occupent en 2008 que 2 % des terres. D'une manière générale, les aires protégées et leurs infrastructures sont sous-financées.
La culture sur brûlis et, plus généralement, l'occupation des terres à des fins agricoles ainsi que la chasse sont les principales menaces pour la biodiversité de la zone.

## Aires protégées

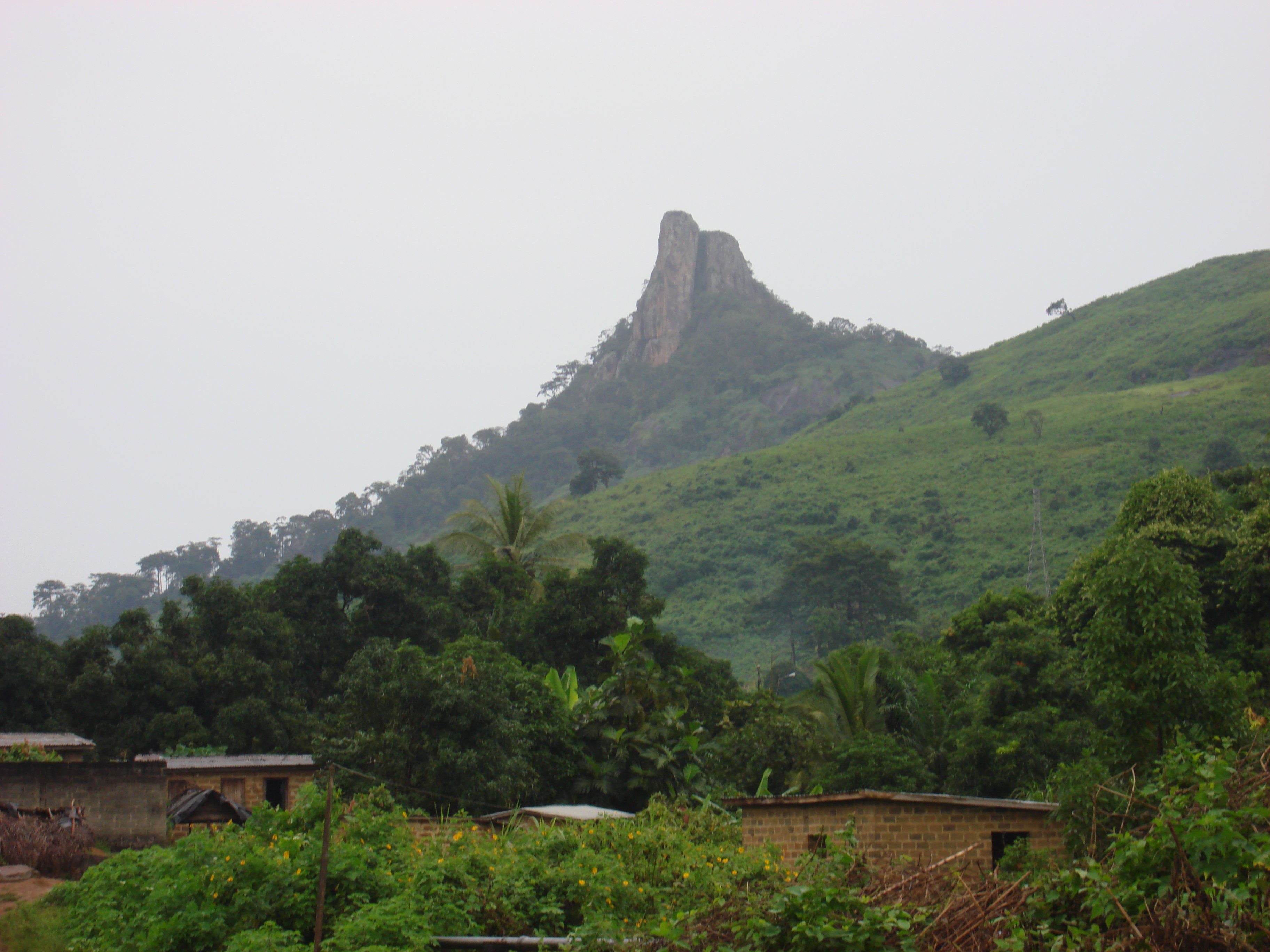
La Dent de Man (Côte d'Ivoire) dans le parc national du Mont Sangbé en mars 2008.

En 2017, les aires protégées représentent 107 116 km², soit 16% de l'écorégion. Elles comprennent :
- Le parc national du Haut-Niger en Guinée :
- Les parcs nationaux de Boé et Dulombi en Guinée-Bissau ;
- Le parc national d'Outamba-Kilimi en Sierra Leone ;
- Le parc national du Mont Sangbé en Côte d'Ivoire ;
- Le parc national de Bui et le parc national de Digya au Ghana ;
- Le parc national d'Old Oyo et le parc national de Gashaka Gumti au Nigéria.